# 近藤洋子
近藤洋子（日语：近藤ようこ，1957年5月11日—），日本漫畫家。

## 經歷
新潟縣新潟市出身。就讀於新潟中央高等學校時，與高橋留美子一起創立了漫畫研究會。就讀於國學院大學日本文學科時，投稿至青林堂出版社，作品〈ものろおぐ〉獲刊登於雜誌《ガロ》1979年5月號，就此出道，大學畢業後一邊於書店工作一邊畫漫畫。
1986年以《見晴らしガ丘にて》榮獲第15屆日本漫畫家協會賞的優秀賞。
2014年以《五色之舟》（原作：津原泰水）榮獲第18屆日本新媒體動漫藝術節漫畫部門大賞。